# Réserve zoologique de Calviac
Pour les articles homonymes, voir Calviac (homonymie).

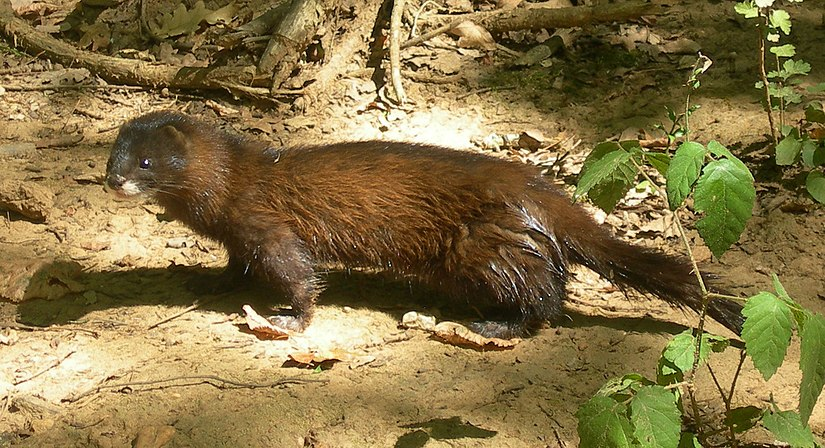
Vison d'Europe, Réserve zoologique de Calviac.

La Réserve zoologique de Calviac est un parc zoologique privé français à but non lucratif situé en Dordogne, à Calviac-en-Périgord, près de Sarlat, au lieu-dit « Sous le Roc ».
Ouvert depuis le 3 août 2008, le parc présente sur quatre hectares forestiers 45 espèces animales gravement menacées.
Membre permanent de l'Association européenne des zoos et aquariums, il s'engage dans la conservation ex situ en participant à des programmes européens pour les espèces menacées, et dans la conservation in situ en soutenant et initiant des actions de sauvegarde de la biodiversité, principalement à Madagascar, au Brésil et en Nouvelle-Aquitaine.

## Historique
La Réserve zoologique de Calviac a été créée à l'initiative d'Emmanuel Mouton. Ancien chef animalier adjoint du Muséum National d’Histoire Naturelle, et après avoir suivi la formation en gestion des espèces menacées du Durrell Trust en 2003, celui-ci cherche un site pour implanter son projet de parc animalier axé sur les petites espèces en voie de disparition et méconnues du grand public. 
Les travaux de création de la Réserve débutent en septembre 2007 et le parc ouvre ses portes le 3 août 2008. En 2009, l’Institut Calviac Biodiversité est créé, organisme à but non lucratif .
En 2011, Calviac devient le premier parc zoologique français depuis plus de trente ans à obtenir la naissance de fossas, le plus grand carnivore de Madagascar. Une autre portée voit le jour en 2014.
En 2013, Calviac obtient la première naissance française de gloutons, le plus gros mustélidé de l'hémisphère nord. Cette même année, la fondation EDF finance la création d'un élevage conservatoire pour vison d'Europe, le mammifère le plus menacé du continent.
En 2014, la Réserve accueille de très rares hapalémurs du lac Alaotra, un des primates les plus menacés au monde, dans le cadre du Programme d'Élevage Européen de l'espèce. La première naissance à Calviac survient en 2019.
En 2015, la Réserve reçoit des tamarins lions dorés, prêt du gouvernement brésilien dans le cadre d'un élevage conservatoire international. La même année, la Réserve devient officiellement une société coopérative d'intérêt collectif (SCIC) à but non lucratif. La Réserve obtient la naissance de lémurs couronnés.
En 2019, la Réserve s'étend et inaugure une nouvelle zone dédiée à la faune d'Afrique équatoriale, accueillant notamment un hippopotame pygmée dans le cadre du Programme Européen d'Élevage coordonné par le Zoo de Bâle.

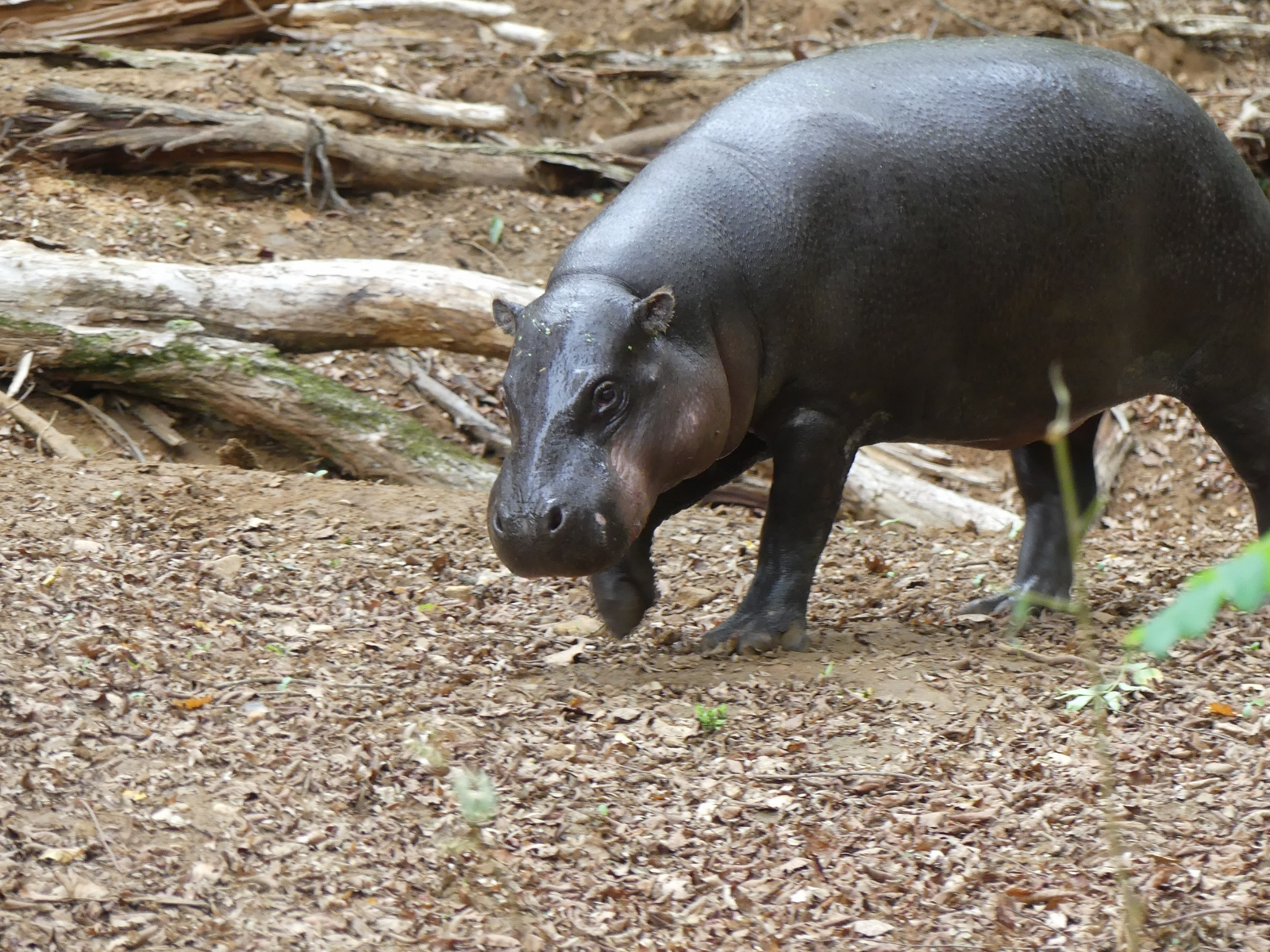
Hippopotame pygmée, Réserve zoologique de Calviac.

La philosophie de la Réserve zoologique s’inspire de l’œuvre de l’écrivain naturaliste anglais Gerald Durrell. Son parc animalier, le Durrell Wildlife Conservation Trust installé sur l’île anglo-normande de Jersey, est une référence en matière d'élevage d'espèces menacées. En France, le naturaliste Jacques Bouillault, créateur du premier parc zoologique privé de France, le zoo de la Flèche, a été le mentor d'Emmanuel Mouton,.

## Installations et faune hébergée
Sur quatre hectares, la Réserve zoologique est divisée en cinq zones géographiques, correspondant à des points chauds où la biodiversité est particulièrement menacée.
La particularité de Calviac est que les animaux disposent de vastes espaces dans la forêt. Certains de ces territoires peuvent être traversés par les visiteurs, ce qui permet une approche au plus près de l'animal dans son milieu naturel.
Une fois passé devant la cascade de l’accueil, le visiteur peut découvrir les espèces du continent européen et du bassin méditerranéen. 
Sont présentés dans cette zone des ibis chauves, oiseaux particulièrement menacés, des chouettes effraies, des visons d’Europe, des sousliks (écureuils terrestres d’Europe de l’Est) ainsi que des gloutons, grands carnivores cousins de la loutre dont Calviac est le premier parc français à avoir réussi la reproduction.

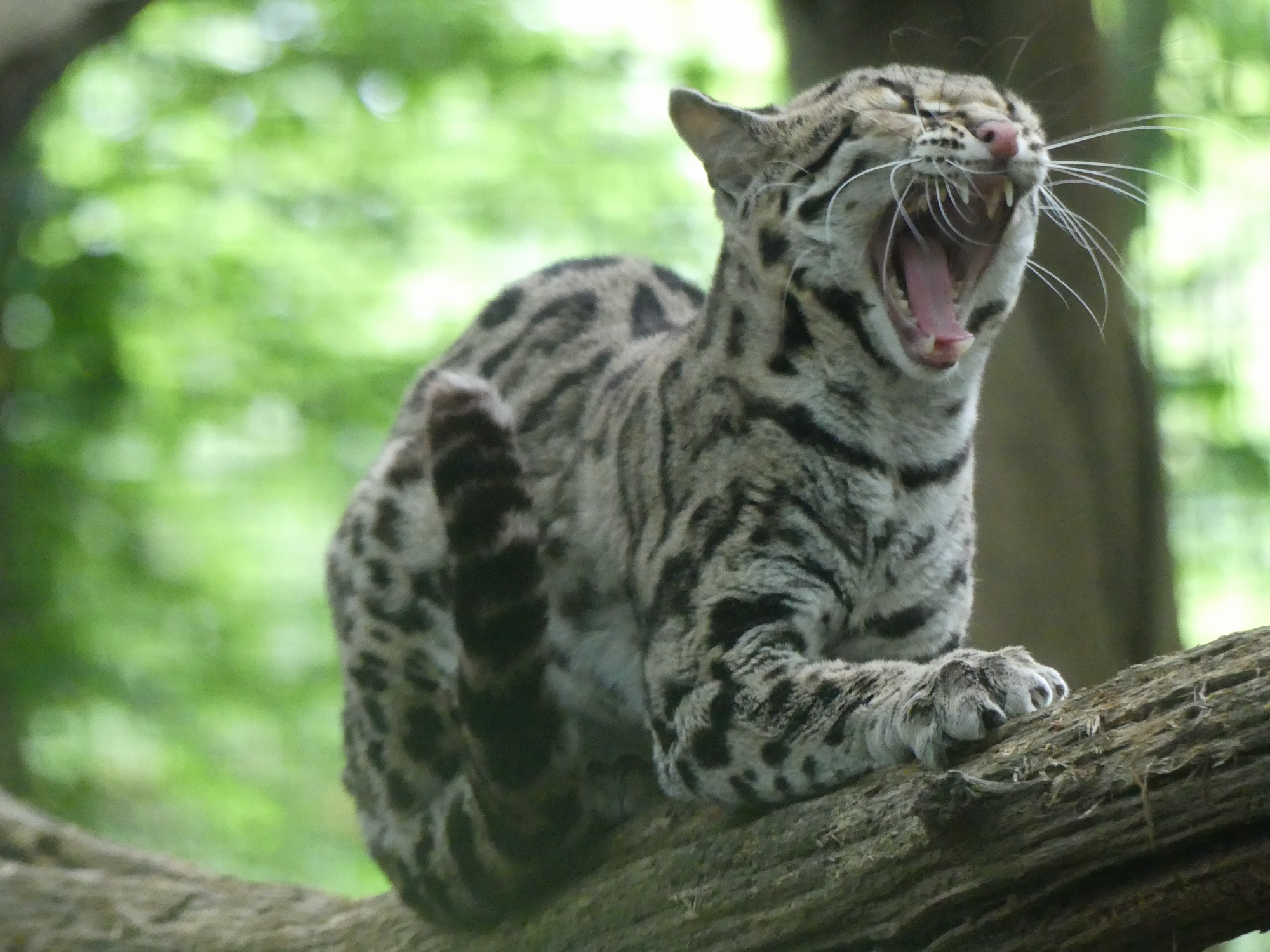
Margay, Réserve zoologique de Calviac.

Un bosquet de bambous marque l’entrée du secteur tropical : des lémuriens vivent dans de spacieuses volières : lémurs à ventre roux, makis cattas, makis varis, lémurs couronnés et petits hapalémurs du Lac Alalotra. Dans la mare évoluent des canards de Meller et des sarcelles de Bernier, faisant partie des oiseaux les plus menacés à l’heure actuelle. Plus loin, les prédateurs naturels des lémuriens, les fossas, vivent eux aussi dans un grand espace forestier.
Tout le haut de la Réserve accueille les animaux du continent sud-américain : les loups à crinière, les sakis à face blanche, les singes écureuils, les tapirs ou les chats margays trouvent dans ce sous-bois des conditions de vie proches de celles de leurs cousins sauvages.
En redescendant la colline, le visiteur découvre les animaux du continent océanien : gouras, wallabies de Parma et bettongies à queue touffue.
Enfin, l'extension africaine ouverte en 2019 présente un grand territoire forestier pourvu d'un bassin où vivent les hippopotames pygmées et les antilopes sitatunga.

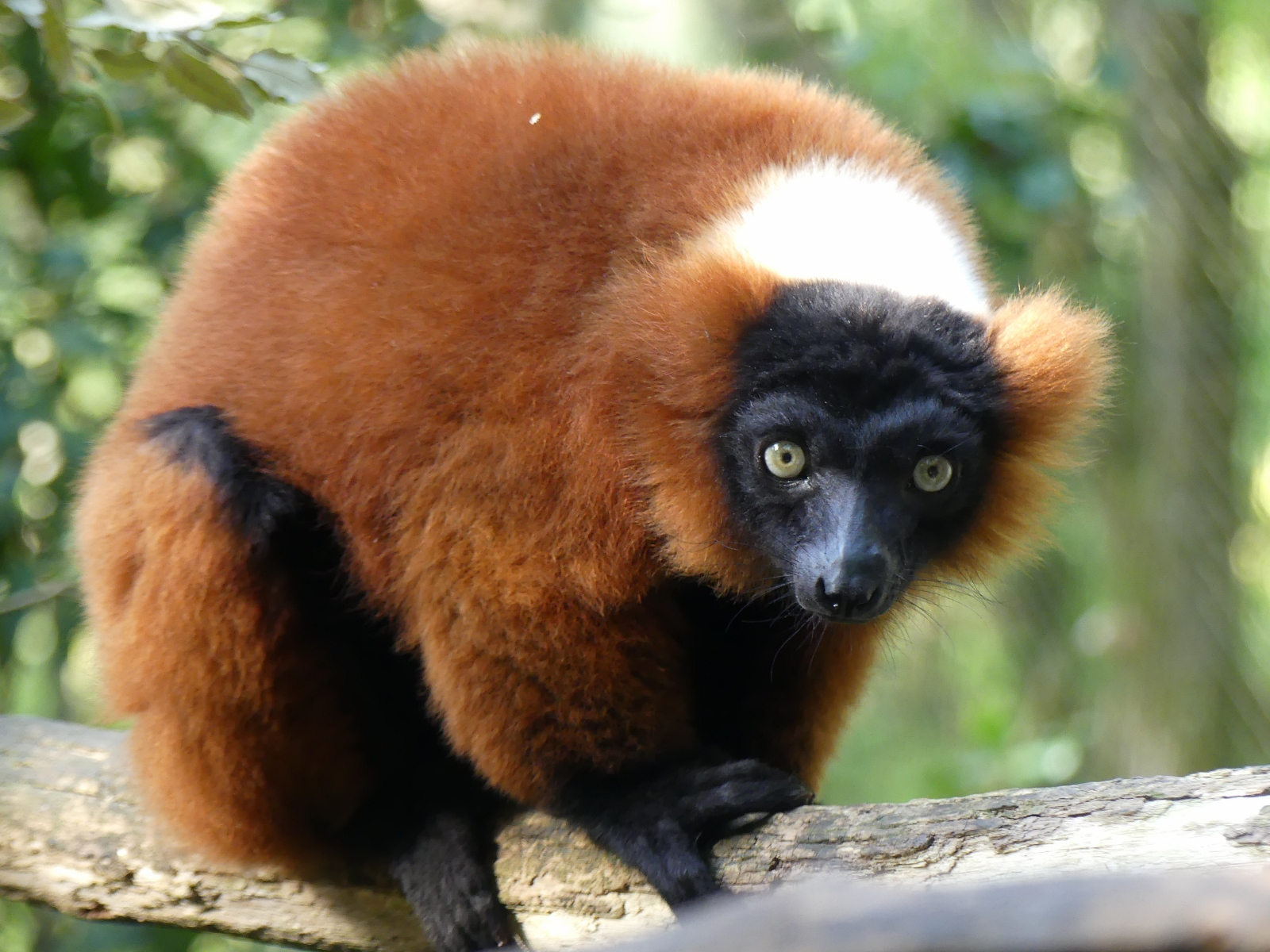
Vari roux à la Réserve zoologique.

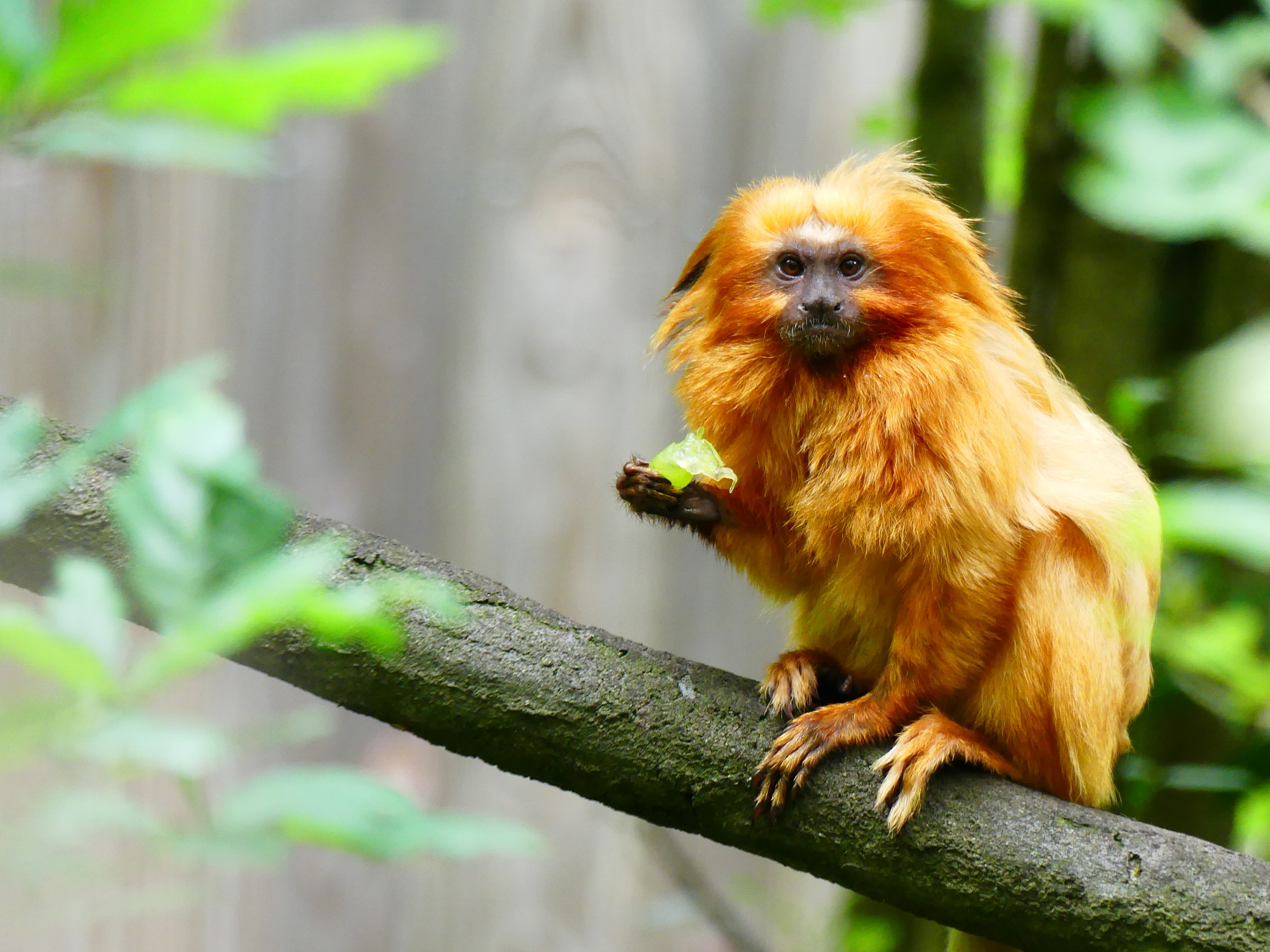
Tamarin lion doré de la Réserve zoologique.

## Conservation

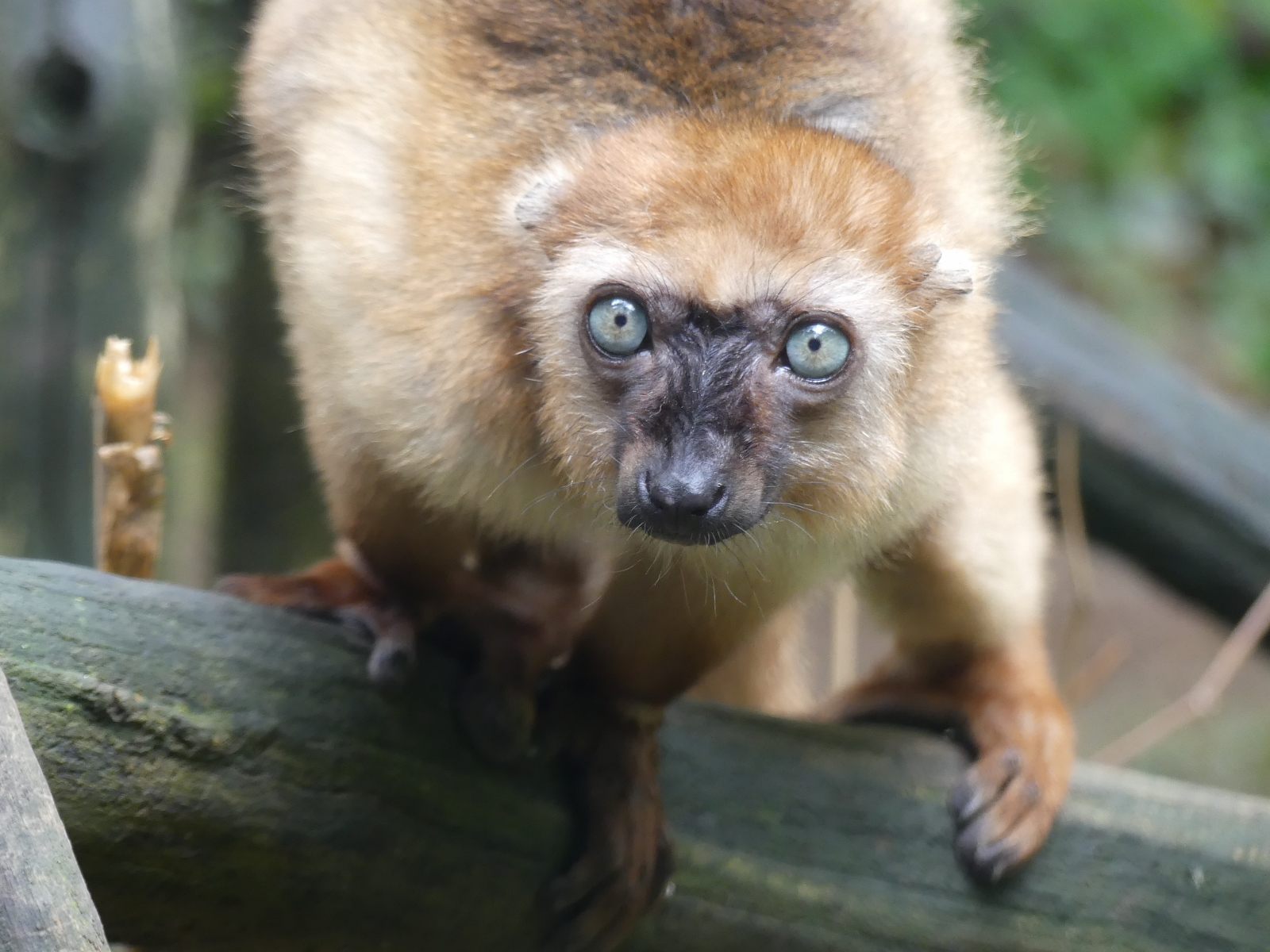
Lémur aux yeux turquoise, Réserve zoologique de Calviac.

La Réserve zoologique de Calviac se veut un acteur la conservation de la biodiversité à échelle globale et locale. Le choix des espèces accueillies à la Réserve s’est fait par rapport aux menaces qui pèsent sur elles dans la nature. Les ibis chauves, notamment, sont au bord de l’extinction dans toute leur aire de répartition (Proche Orient et côtes méditerranéennes). Il en est de même pour le vison d'Europe, victime de la pollution des zones humides et de la concurrence avec son cousin américain, espèce envahissante. Les lémuriens subissent la rapide déforestation de Madagascar, comme les tapirs et ouistitis en Amazonie.
La Réserve est membre permanent de l’Association européenne des zoos et aquariums (EAZA). Le parc participe également à des programmes d’élevage gérés à l’échelle internationale (EEP et ESB) pour les espèces suivantes : ibis chauve, vison d'Europe, glouton, lémur à ventre roux, sarcelle de Bernier, canard de Meller, lémur couronné, maki vari noir et blanc, fossa, loup à crinière, tamarin-lion doré, margay, saki à face blanche, tapir terrestre et saïmiri à tête noire. En octobre 2013, la Réserve a accueilli le Workshop Conservation de l'Association Française des Soigneurs Animaliers (AFSA). 
Sur le terrain, la Réserve agit principalement en trois lieux à la sauvegarde d'animaux en voie de disparition dans leur biotope naturel.
En Nouvelle-Aquitaine, la Réserve accueille un des centres d'élevage conservatoire du Vison d'Europe et coordonne des missions d'étude et de protection en vallée de la Dordogne, en lien avec l'Office français de la biodiversité (OFB). En 2019, la Réserve reçoit un trophée "Réserve de biosphère" de l'Organisation des Nations unies pour l'éducation, la science et la culture (UNESCO) pour son implication dans la sauvegarde du vison.
A Madagascar, la Réserve fait partie de l'Association européenne pour l'étude et la conservation des lémuriens (AEECL) qui soutient la protection du Parc national de Sahamalaza, au nord-ouest de Madagascar, où vit le lémur aux yeux turquoise.
Au Brésil, la Réserve soutient les actions de l'association IPE qui étudie et protège la biodiversité du Pantanal, notamment le tapir du Brésil, ainsi que les programmes de sauvegarde de la Forêt atlantique où vit le tamarin-lion doré.

## Économie
La Réserve zoologique de Calviac est une société coopérative d'intérêt collectif (SCIC) à but non lucratif. Chaque sociétaire y exerce un droit de vote, pondéré par l'appartenance à un des cinq collèges de vote : salariés (40 %), mécènes particuliers (15 %), entreprises (15 %), organismes à but non lucratif (15 %) et collectivités territoriales (15 %). La non-lucrativité inscrite dans les statuts signifie que l'intégralité du résultat net est réinjecté dans l'entreprise et qu'aucun dividende n’est redistribué aux sociétaires.
La réserve emploie six personnes début 2020 : un directeur, un chef-soigneur animalier, deux soigneurs animaliers, un technicien et soigneur animalier et un responsable accueil et communication. Sa fréquentation annuelle est en hausse constante, elle accueille désormais environ 30 000 visiteurs par an, dont les droits d'entrée représentent environ 80 % des ressources financières.